# Thibaut Courtois
Thibaut Nicolas Marc Courtois, född 11 maj 1992, är en belgisk professionell fotbollsmålvakt som spelar för Real Madrid.

## Klubblagskarriär

### Genk
Courtois debuterade i Genk säsongen 2008-2009 och tog en ordinarie plats i laget säsongen 2010-2011 då han spelade 40 matcher. Under säsongen vann Genk ligan och Courtois blev utsedd till ligans bästa målvakt.

### Chelsea
Den 14 juli 2011 kom Genk och Chelsea FC överens om ett pris på 6 miljoner euro för Courtois. Den 17 juli blev Courtois officiellt klar för Chelsea och skrev på ett femårskontrakt för en övergångssumma på runt 9 miljoner euro. Han har kontrakt fram till 30 juni 2016.

### Atlético Madrid
Den 26 juli 2011 blev det officiellt att Atlético Madrid lånar Courtois. Han fick tröjnummer 13 som tidigare bars av den förre Atleticomålvakten David De Gea. Courtois gjorde sin debut i en Europa League-match mot Vitória Guimarães. La Liga-debuten kom den 28 augusti 2011 mot Osasuna i en match där Courtois höll nollan. Efter att Courtois börjat starkt i Atlético Madrid med att bland annat ha hållit nollan i 4 av de 6 första matcherna så petade han Sergio Asenjo.
Den 15 januari hade Courtois ett samtal med den dåvarande Chelseamanagern Andre Villas-Boas och han förlängde sitt låneavtal med Atletico med ytterligare ett år. I Europa League-finalen den 9 maj 2012 höll Courtois nollan mot Atletic Bilbao där Atlético vann med hela 3-0.
Den 10 mars 2013 satte Courtois ett nytt Atleticorekord genom att inte släppa in ett mål i totalt 820 minuter på Estadio Vicente Calderon. Den 17 maj 2013 i Copa del Rey-finalen mot ärkerivalen Real Madrid gjorde Courtois en stark match och räddade Atlético ett flertal gånger där Atlético till slut vann med 2-1 efter förlängning. Det var Atléticos första vinst mot Real Madrid på 14 år. Efter säsongen 2012-13 förlängde Courtois sitt låneavtal med Atlético med ytterligare ett år. Under det året vann han bland annat La liga med Atlético Madrid samt släppte in minst mål i La Liga.

### Chelsea
Courtois återvände till Chelsea säsongen 2014/2015 efter att ha varit utlånad närmare tre år i Atlético Madrid. Väl tillbaka i Chelsea petade han veteranen och förstemålvakten sedan 2004 Petr Čech. Under hans första säsong tillbaka i Chelsea släppte laget in minst antal mål i Premier League, och laget vann såväl ligan som ligacupen. Säsongen 2016/2017 vann Chelsea åter serien medan Courtois höll nollan i sexton matcher och blev utsedd till Premier Leagues bästa målvakt. 2017/2018 var han med och vann FA-cupen. Sammanlagt spelade Courtois 165 matcher för Chelsea i alla tävlingar.

### Real Madrid
Efter många turer under sommaren värvades Courtois den 8 augusti 2018 av La Liga-klubben Real Madrid.

## Landslagskarriär
Inför Belgiens EM-kvalmatch mot Turkiet i juni 2011 blev Courtois för första gången uttagen i landslaget. Courtois spelade samtliga matcher i VM 2014, där Belgien åkte ut mot Argentina i kvartsfinalen.
Courtois spelade samtliga Belgiens matcher i VM 2018, där landet tog brons. Han gjorde sammanlagt 27 räddningar i turneringen, fler än någon annan målvakt.

## Meriter

### Genk
- Jupiler League: 2010/2011

### Atletico Madrid
- La Liga: 2013/2014
- UEFA Europa League: 2011/2012
- Spanska cupen: 2012/2013
- UEFA Super Cup: 2012

### Chelsea
- Premier League: 2014/2015, 2016/2017
- Engelska ligacupen: 2014/2015
- FA-cupen: 2017/2018

### Real Madrid
- La Liga: 2019/2020, 2021/2022, 2023/2024
- UEFA Champions League: 2021/2022, 2023/2024
- Spanska cupen: 2022/2023
- Spanska supercupen: 2019, 2021, 2023-24
- UEFA Super Cup: 2022, 2024
- Interkontinentala cupen: 2018, 2022, 2024

### Belgien
- VM-brons: 2018

### Webbkällor
- ”Fotboll - Thibaut Courtois”. eurosport.se. http://www.eurosport.se/fotboll/thibaut-courtois_prs205447/person.shtml. Läst 14 juli 2011.

### Fotnoter
1. ↑  ”Perisic Profvoetballer van het Jaar”. jupilerproleague.be. http://sport.be.msn.com/nl/jupilerproleague/nieuws/?Article_ID=516123. Läst 14 juli 2011.[död länk]
2. ↑  ”Chelsea and Genk agree €6m fee for Thibaut Courtois”. goal.com. http://www.goal.com/en/news/1862/premier-league/2011/07/14/2574283/chelsea-and-genk-agree-6m-fee-for-thibaut-courtois-report. Läst 17 juli 2011.
3. ↑  ”Thibaut Courtois veerlat KRC Genk”. krcgenk.be. Arkiverad från originalet den 17 januari 2014. https://web.archive.org/web/20140117052241/http://www.krcgenk.be/nl/nieuws/show/thibaut-courtois-verlaat-krc-genk/546. Läst 17 juli 2011.
4. ↑  ”officiel : Courtois signe à Chelsea”. chronofoot.com. Arkiverad från originalet den 25 maj 2012. https://archive.is/20120525161315/http://www.chronofoot.com/chelsea/officiel-courtois-signe-a-chelsea_art15987.html. Läst 17 juli 2011.
5. ↑  ”Thibaut Courtois | Football Stats | Chelsea | Age 26 | Soccer Base”. www.soccerbase.com. http://www.soccerbase.com/players/player.sd?player_id=60467. Läst 9 augusti 2018.
6. 1 2  ”Courtois, new Real Madrid player | Real Madrid CF” (på engelska). Real Madrid C.F. - Web Oficial. https://www.realmadrid.com/en/news/2018/08/courtois-new-real-madrid-player. Läst 9 augusti 2018.
7. ↑  ”leekens roept 5 genkies op hubert voor het eerst geselecteerd”. krcgenk.be. Arkiverad från originalet den 23 juli 2011. https://web.archive.org/web/20110723023110/http://www.krcgenk.be/nl/nieuws/show/leekens-roept-5-genkies-op-hubert-voor-het-eerst-geselecteerd/491. Läst 14 juli 2011.
8. ↑  FIFA.com. ”2018 FIFA World Cup Russia™  - FIFA.com” (på brittisk engelska). www.fifa.com. Arkiverad från originalet den 28 juni 2018. https://web.archive.org/web/20180628015817/https://www.fifa.com/worldcup/statistics/players/saves. Läst 24 juli 2018.